# أميدي (مقاطعة اشتهارد)
أميدي (بالإنجليزية: Amidi Ghamurlu Industrial Centre)‏ هي مستوطنة تقع في قسم بلنغ آباد الريفي (مقاطعة اشتهارد) في إيران. يقدر عدد سكانها بـ 73 نسمة .